# سانی کورلئونه
سانی (سانتینو) کورلئونه (انگلیسی: Sonny Corleone) شخصیت داستانی-سینمایی و پسر ارشد ویتو آندولینی کورلئونه می‌باشد که ایفای این نقش به عهده جیمز کان بوده‌است. 
وی که جانشین پدرش در رهبری آینده خانواده کورلئونه شده بود، او که به دلیل تصمیمات لحظه‌ای، تندخویی، رفتار با سیاست کمتر و احساساتی بودن، خیلی زود در ابتدای داستان بدست دشمنان خانواده کورلئونه و با همکاری و خیانت داماد خانواده، در تله‌ای گرفتار افتاده و به طرزی فجیع کشته شده و حذف می‌گردد.

## نمایش در سینما
در فیلم پدرخوانده به کارگردانی فرانسیس فورد کوپولا، نقش سانتینو (سانی) کورلئونه به جیمز کان سپرده شد و نامزدی جایزه اسکار را برای کان به ارمغان آورد اگر چه وی معتقد است که حدود چهل و پنج دقیقه از این نقش حذف شده‌است.
کان همچنین در برخورد با یکی از تهیه‌کنندگان پدرخوانده به وی توهین و از حذف سکانس‌های مربوط به او انتقاد کرد.